# Phanerotoma decticauda
Phanerotoma decticauda är en stekelart som beskrevs av Herbert Zettel 1988. Phanerotoma decticauda ingår i släktet Phanerotoma och familjen bracksteklar. Inga underarter finns listade i Catalogue of Life.